# Highland Falls
Highland Falls es una villa ubicada en el condado de Orange en el estado estadounidense de Nueva York. En el año 2000 tenía una población de 3,678 habitantes y una densidad poblacional de 1284.3 personas por km². Se encuentra a la orilla del río Hudson.

## Geografía
Highland Falls se encuentra ubicada en las coordenadas 41°22′7″N 73°58′5″O / 41.36861, -73.96806. Según la Oficina del Censo, la ciudad tiene un área total de 2,9 km² (1,1 mi²), de la cual 2,9 km² (1,1 mi²) es tierra y 0,1 km² (0 mi²) (0.5%) es agua.

## Demografía
Según la Oficina del Censo en 2000 los ingresos medios por hogar en la localidad eran de $45,833, y los ingresos medios por familia eran $57,885. Los hombres tenían unos ingresos medios de $41,833 frente a los $29,488 para las mujeres. La renta per cápita para la localidad era de $24,100. Alrededor del 4.7% de la población estaban por debajo del umbral de pobreza.